# Clasor filatelic
Clasorul filatelic este un obiect (mapă, carte, album), ce ajută la păstrarea timbrelor în siguranță, departe de umezeală sau de alte condiții dăunătoare. De asemenea, clasorul filatelic permite gruparea timbrelor în funcție de temă sau serie.